# Pompoen

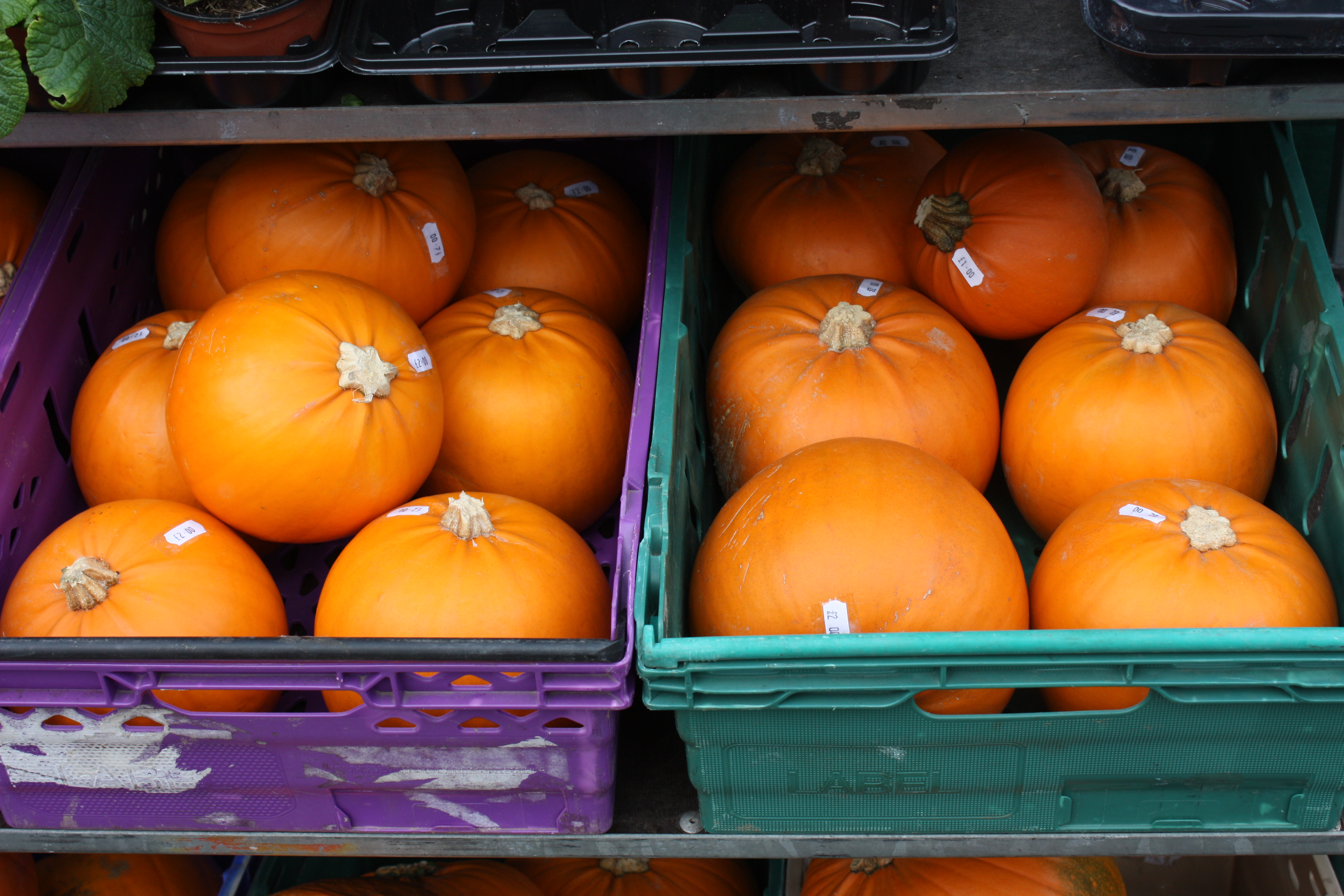
Pompoenen

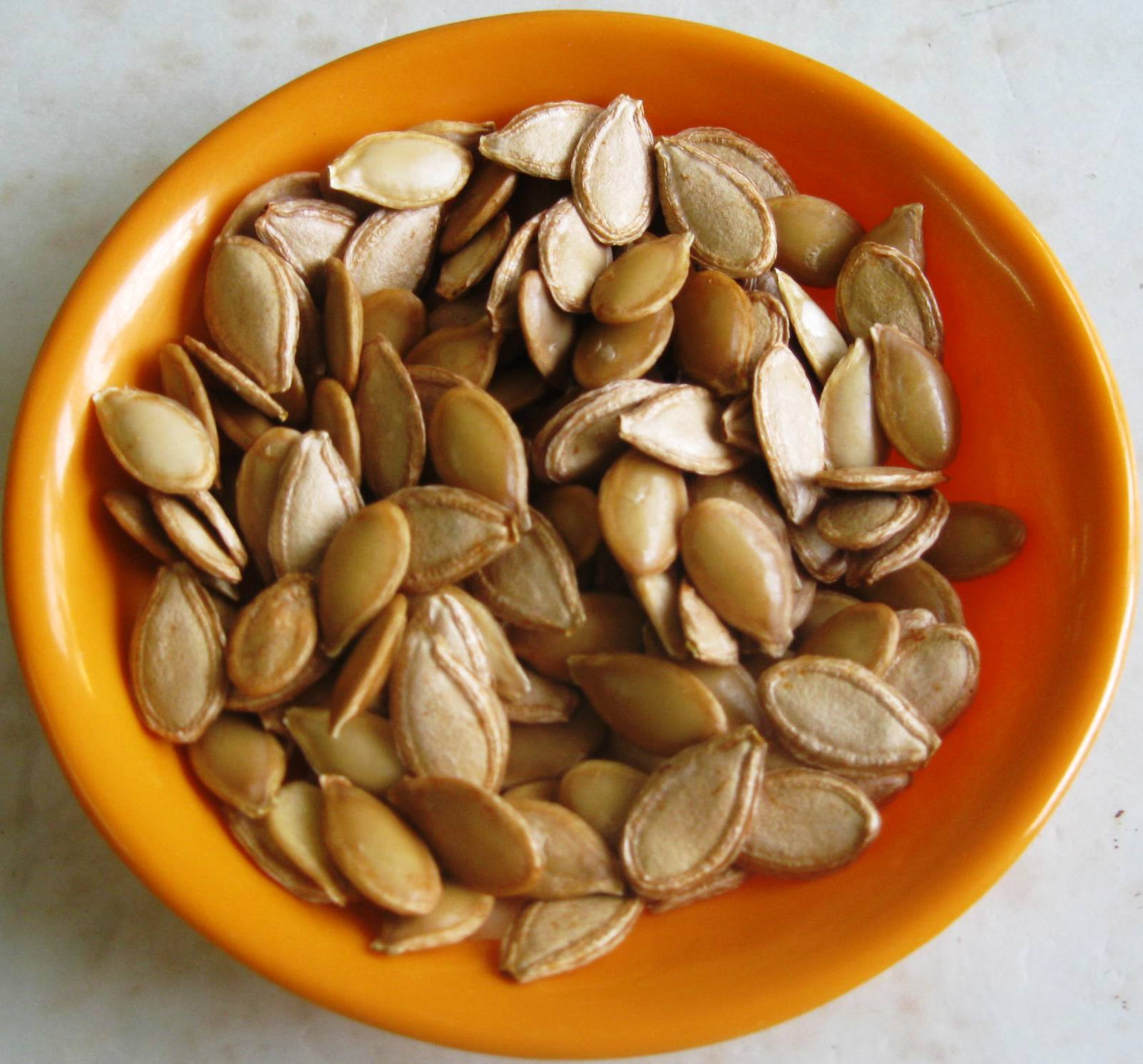
Pompoenpitten (gerijpt)

Pompoenen zijn de vruchten van een oud cultuurgewas. Ze zijn verwant aan de kalebassen en komkommers. In Midden- en Zuid-Amerika werden al tussen 9000 en 7000 jaar v.Chr. pompoenen verbouwd. In de 16e eeuw werd de plant voor het eerst in Europa geïntroduceerd.
Soorten van het geslacht Cucurbita, dat totaal een dozijn soorten omvat, leveren pompoenen. Pompoenen zijn eetbaar, in tegenstelling tot kalebassen die alleen voor decoratieve doeleinden worden gebruikt. 
Voorbeelden zijn de volgende soorten:
- Vijgenbladpompoen (Cucurbita ficifolia)
- Reuzenpompoen (Cucurbita maxima)
- Ayote (Cucurbita mixta)
- Muskuspompoen (Cucurbita moschata)
- Sierpompoen (Cucurbita pepo)

In een aantal traditionele Amerikaanse gerechten wordt pompoenpuree verwerkt, zoals pompoentaart, pompoensoep en pompoenbrood. De oliehoudende zaden van de pompoen worden geroosterd gegeten als borrelhapje.
Naast de zaden zijn ook de jonge steeltoppen en de pompoenbloem eetbaar. In Mexico wordt deze bloem dikwijls in de keuken gebruikt bij de garnering en decoratie van gerechten. De bloem heeft een zachte smaak en kan in de keuken voor allerlei doeleinden worden gebruikt. Vaak wordt de pompoenbloem gevuld of voorzien van een deeglaagje en dan gefrituurd.
Een bekende toepassing van de pompoen als decoratie is bekend door het halloweenfeest. Traditioneel wordt er dan een jack-o'-lantern van gemaakt: een uitgeholde pompoen waar een eng gezicht uit is gesneden.

## Soorten

### Reuzenpompoen
De reuzenpompoen (Cucurbita maxima) kan uitzonderlijk groot worden: de grootsten wegen meer dan een ton. De vrucht is bolrond met een afgeplatte boven- en onderkant. De vrucht wordt vaak gebruikt als sier in huis en tuin en op tentoonstellingen. De vrucht blijft mits koel bewaard maandenlang in goede staat, maar gaat op een gegeven moment rotten.
Ook kan van jonge vruchten, als ze 5–10 kg zwaar zijn, jam gemaakt worden en kunnen ze net als de komkommer, augurk en courgette als smaakdrager worden gebruikt. Het meest geschikte ras hiervoor is "Goliath". Het ras "Gele Reuzenpompoen" is vanwege de meer vezelige vruchten hiervoor minder geschikt.
De kleinere, Japanse rassen met een gewicht van 2 tot 4 kilo hebben een betere smaak. Het Japanse ras Hokkaido heeft een oranje kleur, zeer stevig vruchtvlees en een zoete smaak. Ook is er een groenkleurig ras, ook wel "kastanjepompoen" genoemd, dat een iets pittige, kastanjeachtige smaak heeft en stevig okerkleurig vruchtvlees.

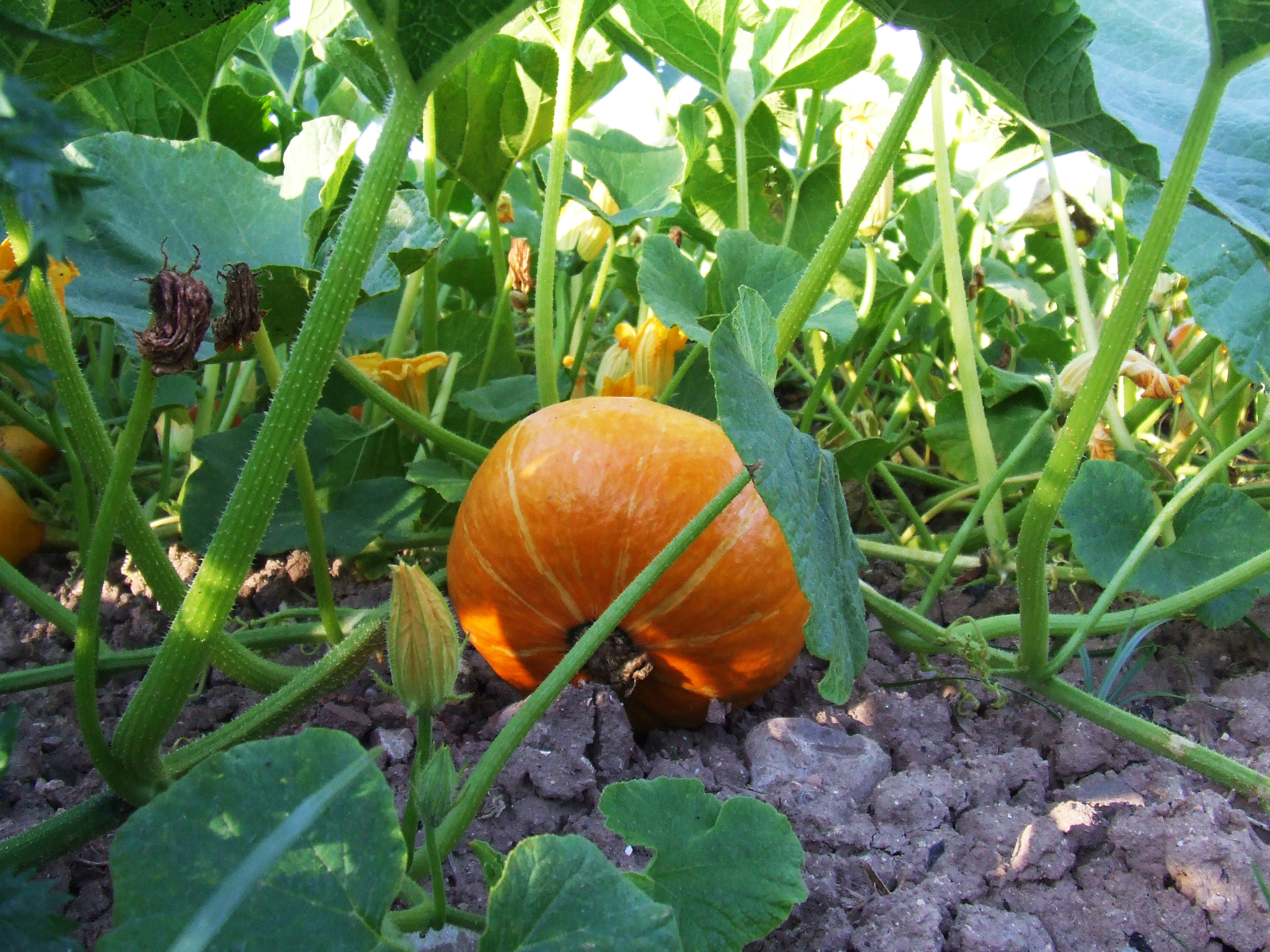
Plant met bloemen en vruchten
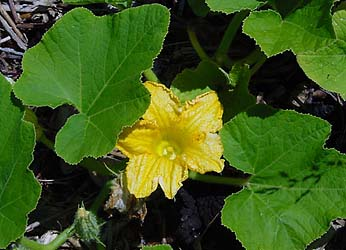
Pompoenbloem
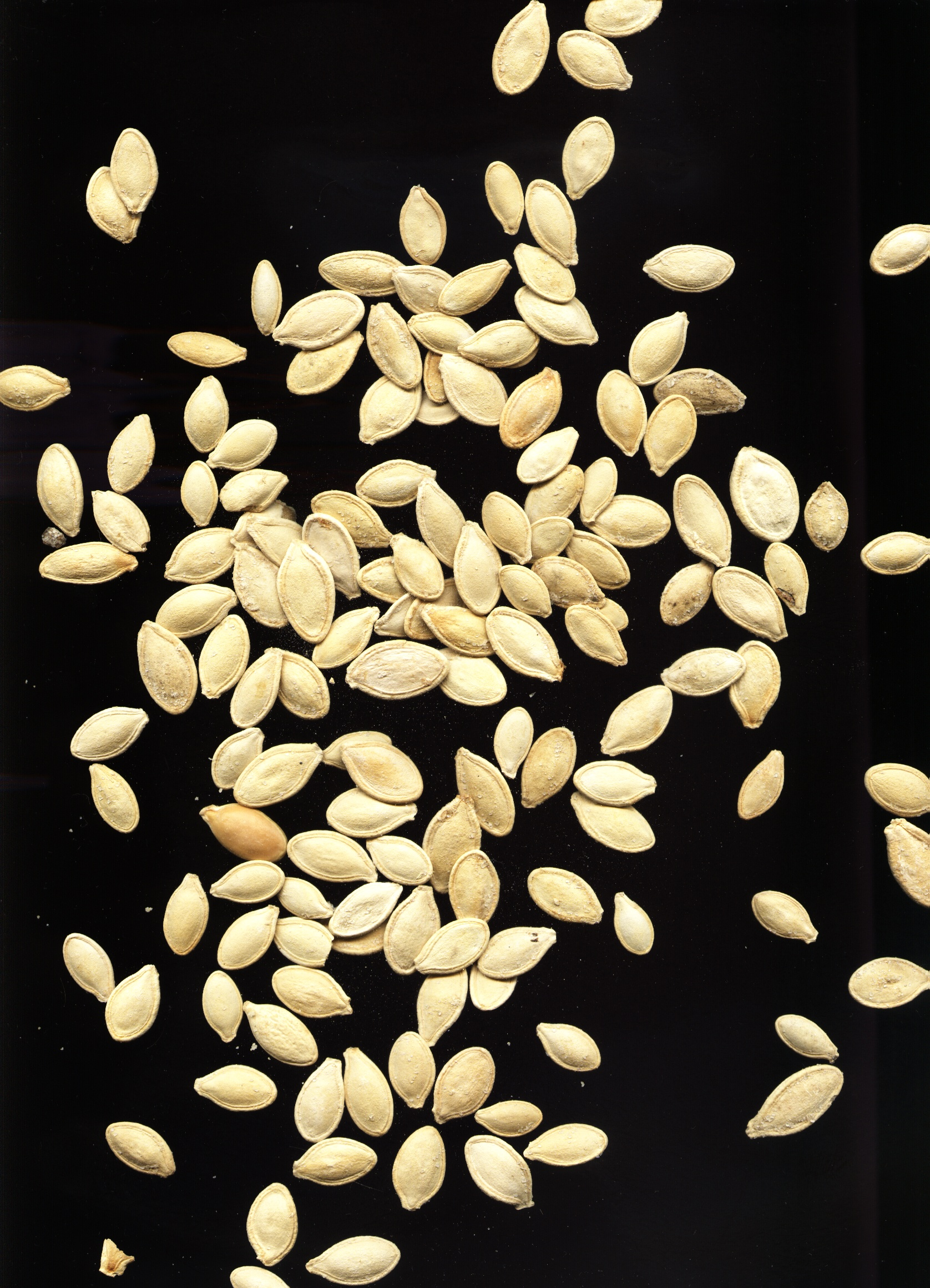
Pompoenzaden

### Courgette
De naam van de courgette (Cucurbita pepo) of kussa is afkomstig uit Frankrijk, heet in het Italiaans zuchetti en wordt in Amerika zucchini genoemd. Een courgette wordt geconsumeerd in een onrijp stadium. In Amerika worden onrijpe pompoenen ook wel "summer squash" genoemd. Als de vrucht rijp is dan spreekt men van een "winter squash". De term squash kan worden gebruikt voor alle eetbare soorten uit het geslacht.
De courgette is meestal niet rankend en heeft vaak komkommerachtige vruchten. Er zijn echter ook ronde vruchten in de handel, een veel gebruikt ras is 'Ronde de Nice'. Voor een optimale vruchtzetting is bestuiving door bijen of hommels nodig, in de professionele teelt worden parthenocarpe rassen gebruikt.
In Griekenland en Italië worden de zeer jonge vruchten met de gele kroonblaadjes er nog aan als een delicatesse gegeten. Meestal worden de vruchten, die een flauwe smaak hebben, geoogst als ze ongeveer 20 cm lang zijn. Bij latere oogst worden ze sponzig. Ook de mannelijke bloem van het ras Costata Romanesco wordt als delicatesse geserveerd.

### Patisson
Patissons behoren tot de soort Cucurbita pepo. De planten zijn niet klimmend. De vruchten zijn ongeveer 15–20 cm groot, wit, geel of lichtgroen van kleur en zijn schotelvormig met een gelobde rand. Het vruchtvlees is licht van kleur en lijkt het meest op dat van een courgette. Ze zijn geschikt om te vullen en lekker in stoofschotels of soepen. Zij worden ook wel als siervrucht gebruikt, bijvoorbeeld in bloemstukken.

### Spaghettipompoen
De spaghettipompoenen behoren ook tot de soort Cucurbita pepo en heeft grote, langwerpige, bleekgele vruchten. Alleen de jonge vruchten hebben een redelijke smaak. Het gekookte vruchtvlees lijkt op spaghetti.

### Muskaatpompoen
De muskaatpompoen (Cucurbita moschata) blijft kleiner en heeft als enige donkergeel vruchtvlees.

### Eikelpompoen
De eikelpompoenen zijn klein en hartvormig met een diepgroene of oranje kleur of een mengsel van beide. Ze worden geschild in plakken of in hun geheel gebakken.

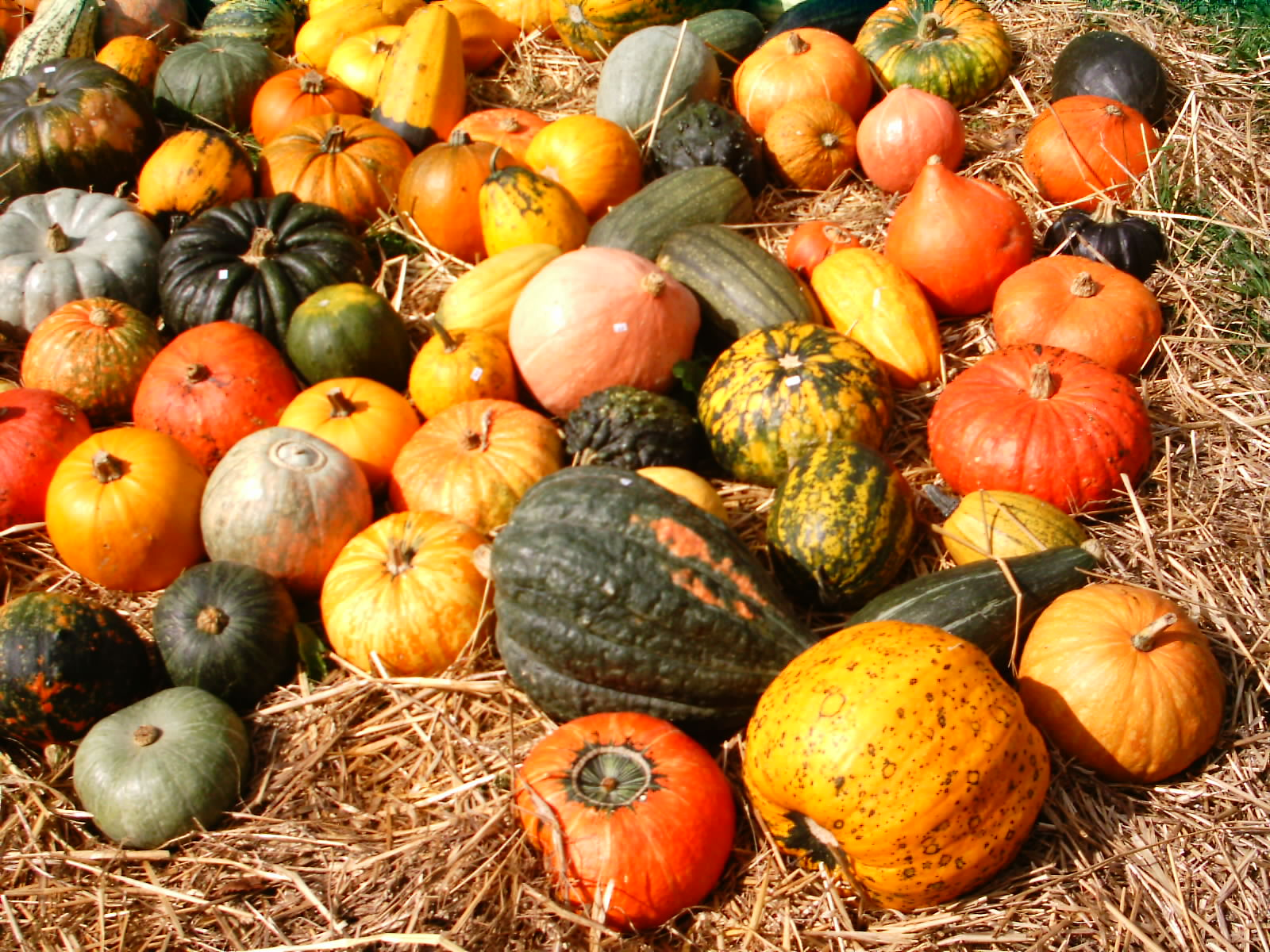
Sierkalebassen
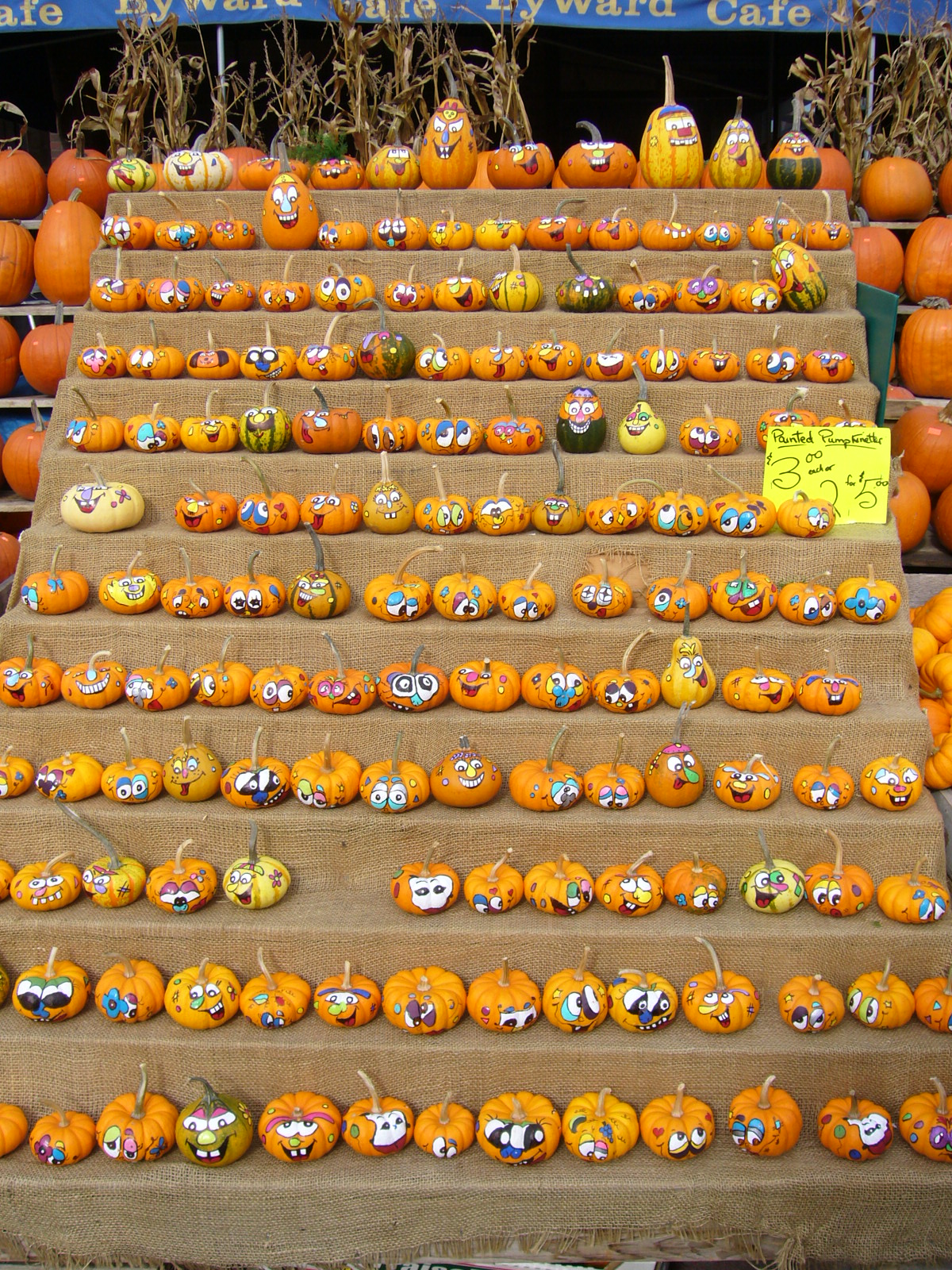
Beschilderde pompoenen
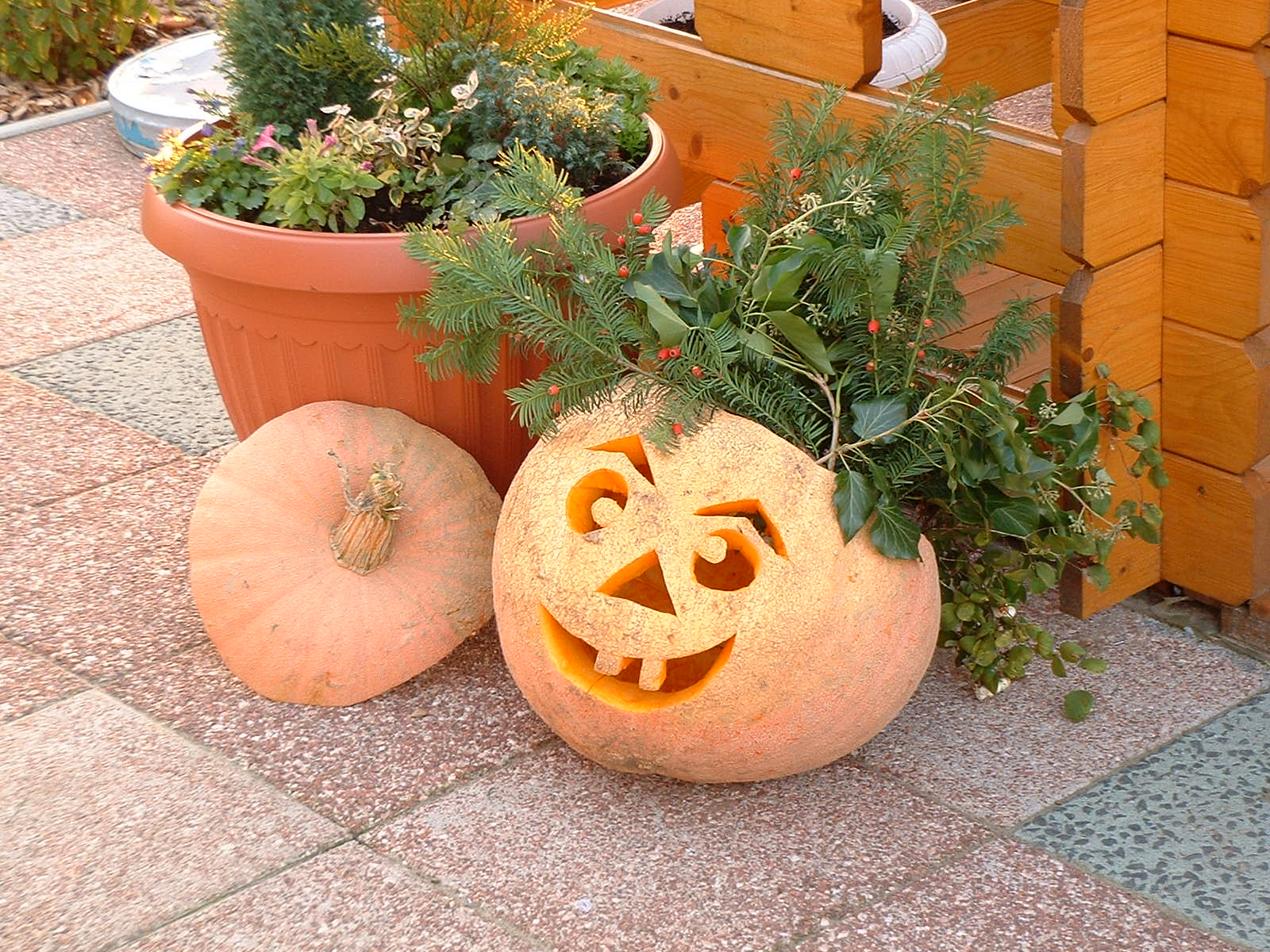
Halloweenpompoen

## Andere toepassingen
Uit grote pompoenen worden in de Verenigde Staten voor het Halloween-feest lampionnen gesneden. Daarvoor heeft men een goed scherp mes nodig omdat de wand van de vrucht vrij stevig is. Deze traditie wordt steeds meer overgenomen in West-Europa.
Ondermaatse vruchten worden gebruikt voor het pompoenslingeren of pompoenschieten in de V.S. en als decoratie zoals op een pompoendag. Ook kunnen uitgeholde pompoenen gebruikt worden om in te varen, zoals jaarlijks gebeurt tijdens de regatta in Kasterlee te België.
In Europa en de Verenigde Staten zijn er wedstrijden waarbij de zwaarste pompoen gezocht wordt. De zwaarste pompoen ooit woog 1190 kg. Pompoenen kunnen snel groeien: in Nederland groeide een exemplaar in dertien weken tot 530 kg. Jonge Afrikaanse olifanten doen daar 16 keer zo lang over: zij bereiken dit gewicht pas na zo'n vier jaar na de conceptie, dus inclusief de dracht van 22 maanden.